# Gli insetti preferiscono le ortiche
Gli insetti preferiscono le ortiche è un romanzo scritto nel 1929 dal giapponese Jun'ichirō Tanizaki dopo una prima pubblicazione a puntate, tra il 1928 e il 1929 sul quotidiano Mainichi Shimbun.

## Trama
Kaname e Misako sono sposati, ma il loro matrimonio è in crisi. Kaname si sente attratto solo da donne materne o provocanti, e Misako non è né l'una, né l'altra cosa. Quando Misako si impegna in una relazione con un altro uomo, Aso, Kaname non protesta, e anzi suggerisce un divorzio graduale e consensuale. Ma il passo finale viene continuamente procrastinato dai coniugi, che non vogliono assumersi la responsabilità di una decisione precisa; La gestione della relazione, da parte di Kaname, è accompagnata da una parallela presa di consapevolezza del fascino che certi aspetti della cultura tradizionale giapponese, come il Bunraku, esercitano su di lui. Kaname, fino a quel momento, era stato completamente affascinato dalla cultura occidentale. L'ambiguità del gusto divergente di Kaname è simboleggiata dalle letture del protagonista: Kaname si immerge nelle Mille e una notte, un testo 'orientale' che gli giunge però in una traduzione inglese.